# Agave aktites
Agave aktites là một loài thực vật có hoa trong họ Măng tây. Loài này được Gentry mô tả khoa học đầu tiên năm 1972.